# Oxylapia
Oxylapia is een monotypisch geslacht van straalvinnige vissen uit de familie van de cichliden (Cichlidae).

## Soort
- Oxylapia polli Kiener & Maugé, 1966